# Ли Хан Соп
Ли Хан Соп (кор. 이한섭, род. 30 апреля 1966) — южнокорейский спортсмен, стрелок из лука, олимпийский чемпион.

## Биография
Родился в 1966 году. В 1988 году стал чемпионом Олимпийских игр в Сеуле в составе команды, а в личном первенстве был 10-м.